# Zhang Fan
Zhang Fan (張帆T, 张帆S, Zhāng FānP; Pechino, 22 agosto 1984) è un'ex cestista cinese.

## Carriera
Con la Cina ha vinto i FIBA Asia Championship for Women 2009 e i FIBA Asia Championship for Women 2011. Ha preso parte ai Giochi della XXVIII Olimpiade e della XXX Olimpiade, e ai Mondiali 2010.